# Die Nemesis von Potsdam
Die Nemesis von Potsdam. Die Anglo-Amerikaner und die Vertreibung der Deutschen (in Anspielung auf die „strafende Gerechtigkeit“; nach Nemesis, der Göttin der Rache und Vergeltung) ist ein Buch des amerikanischen Juristen und Historikers Alfred de Zayas, das durch den britischen Verlag Routledge und Kegan Paul 1977 publiziert wurde. Das Buch greift die Rolle der westlichen Alliierten beim Umgang mit den etwa 12 bis 14 Millionen nach dem Zweiten Weltkrieg vertriebenen Deutschen, größtenteils aus den früheren deutschen Ostgebieten und der Tschechoslowakei, auf.

## Inhalt des Werkes
Das erste Kapitel „Bevölkerungsumsiedlung als politisches Prinzip“ beschreibt historische und politische Hintergründe zum Phänomen der Vertreibung der Deutschen, der nach Alfred de Zayas „folgenschwersten Massenumsiedlung des 20. Jahrhunderts“ (S. 15). Es wird untersucht, welchen Stand die insbesondere in Polen und der Tschechoslowakei seit Jahrhunderten lebenden deutschen Minderheiten hatten. Sie hatten Rechte gemäß der Minderheitenschutzverträge. Ihre vielfachen Petitionen an den Völkerbund und mehrere Urteile des Ständigen Internationalen Gerichtshofes in Den Haag zeigen, dass sie systematisch diskriminiert worden waren. Die deutschen Minderheiten wurden als „illoyale Minderheiten“ diffamiert, später sogar des Verrats bezichtigt. Der Schlüssel der Problematik lag in den Verträgen von Versailles und St. Germain, wonach zwei Millionen Deutsche außerhalb der Grenzen Deutschlands als Minderheiten Polen verlassen sollten, und dreieinhalb Millionen Deutsch-Österreicher wurden gegen ihren Willen unter tschechoslowakische Herrschaft gestellt. Zwar argumentierte die US-amerikanische Delegation in Paris 1919 gegen die künstliche Schaffung von Minderheiten, aber die machtpolitische Vorstellung Georges Clemenceaus setzte sich durch. In diesem Kapitel geht de Zayas ebenfalls der Frage nach, weshalb die Anglo-Amerikaner die Prinzipien der Atlantik-Charta aufgegeben haben.
Das zweite Kapitel behandelt die Vorgeschichte um die Sudetenfrage, die Pariser Friedenskonferenz 1919, das Münchener Abkommen wie auch die anglo-amerikanische Haltung zu den Beneš-Dekreten.
Das dritte Kapitel diskutiert die Akten zur deutsch-polnischen Grenze aus den Konferenzen von Teheran und Jalta. Das vierte Kapitel beschreibt die Flucht. Das fünfte Kapitel analysiert die britischen und amerikanischen Memoranden über die Frage des „Transfers“ der Ostdeutschen, wobei an eine Umsiedlung von drei bis vier Millionen gedacht war, die durch eine Population Transfers Commission geregelt werden sollte. Das sechste Kapitel dokumentiert, wie die Vertreibung der Deutschen eigentlich vor sich ging, vor allem auf der Basis von Archivdokumenten aus den USA und Großbritannien. Das siebte Kapitel beschreibt den Marshall Plan und schildert die Integration der Vertriebenen. Das achte Kapitel handelt von den Vertriebenen in der Bundesrepublik Deutschland bzw. der DDR, das neunte Kapitel von den Ostverträgen und das zehnte Kapitel vom Recht auf die Heimat und den Menschenrechten.
Das Buch zitiert viele bis dahin unveröffentlichte Dokumente aus dem Public Record Office (London) und den National Archives (Washington, D.C.). Der ehemalige politische Berater Dwight D. Eisenhowers und später Lucius D. Clays, Botschafter Robert Murphy, schrieb das Vorwort. Neben Vertriebenen und ihre Vertreter interviewte de Zayas viele Teilnehmer an der Potsdamer Konferenz, u. a. Sir Geoffrey Harrison (Verfasser des Entwurfes des Artikels XIII des Kommuniqués über den „ordentlichen und humanen Transfer“ der Deutschen), Sir Denis Allen (Verfasser des Entwurfs des Artikels IX über die Oder-Neiße-Linie) und anderen Wissensträger wie James Riddleberger, Chef der Deutschland-Abteilung im US State Department und George F. Kennan.

## Ausgaben
Das Buch erschien im englischsprachigen Original erstmals im Januar 1977 unter dem Namen „Nemesis at Potsdam“. Es folgten zwei Ausgaben bei Routledge und zwei Ausgaben bei der University of Nebraska Press. Eine 6. erweiterte Ausgabe wurde 2003 im Picton Press, Rockland, Maine veröffentlicht.
Im Herbst 1977 veröffentlichte der Münchner C.H. Beck Verlag eine deutsche Übersetzung. Der dtv Verlag brachte das Buch 1985, der Ullstein Verlag 1996 als Taschenbuch heraus. Die 14. deutsche Auflage erschien 2005 im Herbig-Verlag. Bei den vorigen 13 Editionen trug das Buch den Titel „Die Anglo-Amerikaner und die Vertreibung der Deutschen“.

## Rezeption in den USA, Großbritannien und Deutschland
Das Werk fand von Beginn an einige Aufmerksamkeit in der historischen und völkerrechtlichen Fachliteratur und in Publikumsmedien, die Beurteilungen waren allerdings gespalten. So urteilte John C. Campbell im American Historical Review, dass de Zayas Buch eine beachtliche, kompetent recherchierte Forschungsarbeit darstelle, seine Thesen zur Verantwortung der Alliierten jedoch wenig erhellend seien. Einige Monate später besprach Carl G. Anthon die deutsche Ausgabe des Buchs in derselben Zeitschrift. Er attestierte dem Autor Mitleid mit den Vertriebenen und moralische Entrüstung über die Vertreibung – und zugleich das ehrliche Bemühen, das komplizierte Bedingungsgeflecht des Vertreibungsvorgangs und der alliierten Haltung aufzuzeigen. Im American Journal of International Law lobte Benjamin Ferencz, einst Chefankläger im Nürnberger Einsatzgruppenprozess, die „wohlorganisierte und bewegende historische Studie“. In Großbritannien urteilte Tony Howarth: His is a lucid, scholarly and compassionate study.
In der Bundesrepublik Deutschland rezensierte Lothar Kettenacker 1978 die erste englische Ausgabe von Nemesis at Potsdam in der „Historischen Zeitschrift“ (HZ). Er sprach de Zayas seine Anerkennung für die Bearbeitung des im englischen Sprachraum kaum behandelten Themas aus, kritisierte aber die Verbindung einer „juristischen Betrachtungsweise“ mit einer gewissen Parteilichkeit, die dem Werk tendenziell den Charakter einer „Anklageschrift“ verleihe. De Zayas habe sich die Sichtweise der von ihm interviewten Vertriebenenfunktionäre zu sehr zu eigen gemacht und die deutschen Kriegsverbrechen im Osten vollkommen ausgeklammert. Im Folgejahr gab Andreas Hillgruber einen knappen Bericht über die deutsche Ausgabe, verzichtete aber auf Bewertungen. Der aus Posen stammende Gotthold Rhode lobte in der FAZ „[…] die Tatsache, dass hier von einem unbefangenen und sichtbar engagierten Amerikaner die Mitverantwortung der anglo-amerikanischen Politik an einer der großen Katastrophen der Nachkriegsjahre festgehalten wird […].“
Am 23. Februar 2006 rezensierte Patrick Sutter die neueste Ausgabe (2005) des Buches: „Man verharmlost die Verbrechen der Nazis kein bisschen, wenn man nicht akzeptieren will, dass sie dazu dienen sollten, Völkerrechtsverbrechen zu legitimieren, die zudem bis heute größtenteils weder moralisch anerkannt noch juristisch aufgearbeitet sind. De Zayas erkennt darin einen Präzedenzfall für spätere Vertreibungen in Palästina, Zypern, Bosnien oder Kosovo.“
Die Historiker Hans Henning Hahn und Eva Hahn kritisieren de Zayas’ Werk in ihrem Buch Die Vertreibung im deutschen Erinnern, indem sie ihm vorwerfen, kein empirisch recherchiertes historisches Buch geschrieben zu haben. Er begeistere Leser in ihrer emotionalen Befindlichkeit, weil er längst Bekanntes wiederhole. So unterstütze er seit 30 Jahren den Mythos Vertreibung. Zuvor hatte der britische Historiker Giles MacDonough über die Behandlung der Vertreibungsthematik in seinem Buch After the Reich noch ausdrücklich geschrieben: The best remains Alfred M. de Zayas’s Nemesis at Potsdam.